# Zhexiao (sockenhuvudort i Kina, Qinghai Sheng, lat 32,52, long 95,73)
Zhexiao (kinesiska: 着晓, 着晓乡, 曲果岔吾) är en sockenhuvudort i Kina. Den ligger i provinsen Qinghai, i den nordvästra delen av landet, omkring 720 kilometer sydväst om provinshuvudstaden Xining. Antalet invånare är 6 146. Befolkningen består av 3 073 kvinnor och 3 073 män. Barn under 15 år utgör 34 %, vuxna 15-64 år 59 %, och äldre över 65 år 5,0 %.
Runt Zhexiao är det mycket glesbefolkat, med 4 invånare per kvadratkilometer. Det finns inga andra samhällen i närheten. Trakten runt Zhexiao består i huvudsak av gräsmarker.
Genomsnittlig årsnederbörd är 745 millimeter. Den regnigaste månaden är juni, med i genomsnitt 160 mm nederbörd, och den torraste är november, med 3 mm nederbörd.